# Anna Massey (aktorka)
Anna Raymond Massey (ur. 11 sierpnia 1937 w Thakeham, zm. 3 lipca 2011 w Londynie) – brytyjska aktorka filmowa, teatralna i telewizyjna. Zdobywczyni nagrody BAFTA w roku 1987 w kategorii Najlepsza aktorka telewizyjna za film Hotel du Lac (1986). 
31 grudnia 2004 roku królowa brytyjska Elżbieta II uhonorowała ją Orderem Imperium Brytyjskiego w klasie Komandor orderu. 

## Życiorys

### Wczesne lata
Urodziła się w Thakeham w hrabstwie West Sussex jako córka angielskiej aktorki teatralnej Adrianne Allen (1907–1993) i urodzonego w Kanadzie aktora Raymonda Masseya (1896-1983). Jej starszy brat Daniel Massey (1933-1998) był także aktorem. Była siostrzenicą Vincenta Masseya, gubernatora generalnego Kanady, a jej chrzestnym był reżyser John Ford.

### Kariera
Swoją karierę rozpoczęła w maju 1955, w wieku 17 lat na scenie Theatre Royal w Brighton, zdobywając nominację do Tony Award za rolę Jane w przedstawieniu Williama Douglasa-Home The Reluctant Debutante. Zadebiutowała na ekranie jako Sally Gideon w dramacie kryminalnym Dzień Gideona (Gideon's Day, 1958) w reżyserii jej ojca chrzestnego Johna Forda u boku Jacka Hawkinsa, Dianne Foster i Cyrila Cusacka. 
W kontrowersyjnym dreszczowcu Michaela Powella Podglądacz (Peeping Tom, 1960) zagrała ofiarę morderstwa psychopatycznego fotografa (Karlheinz Böhm). Pojawiła się jako Elvira Smollett w psychologicznym dreszczowcu Otta Premingera Bunny Lake zaginęła (Bunny Lake Is Missing, 1965) z Laurence Olivierem. W dreszczowcu Alfreda Hitchcocka Szał (Frenzy, 1972) wystąpiła w roli barmanki Babs.
W telewizyjnej adaptacji powieści Daphne du Maurier Rebeka (Rebecca, 1979) pojawiła się jako pani Danvers. W 1986 zdobyła nagrodę BAFTA za rolę samotnej powieściopisarki w ekranizacji BBC powieści Anity Brookner Hotelu du Lac. W późniejszych latach wystąpiła w komediodramacie Opętanie (Possession, 2002) z Gwyneth Paltrow, komedii romantycznej Bądźmy poważni na serio (The Importance of Being Earnest, 2002) z Colinem Firthem czy dreszczowcu Mechanik (El Maquinista, 2004) z Christianem Balem. 
W 2006 roku wydała autobiografię Telling Some Tales.

### Życie prywatne
24 maja 1958 roku poślubiła aktora Jeremy'ego Bretta. Rozwiedli się 9 listopada 1962 roku, ponieważ, jak twierdziła Anna, mąż zostawił ją dla mężczyzny. Ich syn David Raymond William Huggins (ur. 14 sierpnia 1959), był uznanym rysownikiem, ilustratorem i pisarzem. 22 listopada 1988 ponownie wyszła za mąż za rosyjskiego doktora Uri Andresa.
Zmarła 3 lipca 2011 w Londynie na raka w wieku 73 lat.

## Wybrana filmografia
- 1960: Podglądacz (Peeping Tom) jako Helen Stephens
- 1972: Szał (Frenzy) jako Barbara Jane "Babs" Milligan
- 1979: Mały romans (A Little Romance) jako Pani Siegel
- 1982: Na skraju przepaści (Five Days One Summer) jako Jennifer Pierce
- 1989: W 80 dni dookoła świata jako królowa Victoria
- 1990: Góry Księżycowe jako Pani Arundell
- 1995: Anioły i owady jako Panna Mead
- 1998: Morderstwa w Midsomer jako Honoria Lyddiard
- 2001: Ciemnoniebieski świat jako nauczycielka angielskiego
- 2002: Bądźmy poważni na serio jako Panna Prism
- 2002: Opętanie (Possession) jako Lady Bailey
- 2004: Mechanik (El Maquinista) jako Pani Shike
- 2005: Najgorszy tydzień mojego życia jako Ciotka Yvonne
- 2008: Doktor Who jako Pani Pollard
- 2010: Poirot jako Pani Pebmarsh